# The Candyskins
The Candyskins (читается как Кэндискинс) — британская музыкальная группа, была образована в 1990 году в Оксфорде.

## Состав
- Ник Коуп — вокал, гитара
- Ник Бёртон — соло-гитара, подпевки
- Марк Коуп — ритм-гитара, подпевки, клавишные
- Карл Шейл — бас-гитара
- Джон Холлидей — ударные

## История
Группа была образована в 1990 году по инициативе двух приятелей − Ника Бёртона и Ника Коупа, вскоре присоединился старший брат Ника − Марк Коуп. Первоначально название, взятое из творчества шотландского коллектива «Файрэнджинс», писалось раздельно: «The Candy Skins». В год образования музыканты выпустили первый сингл «Submarine Song» (с англ. — «Песня подлодки»), а в следующем году − свой первый альбом «Space I’m In» (с англ. — «Мой космос»), после чего подписали контракт с крупной американской студией звукозаписи «Геффен» («Нирвана», Кортни Лав) Однако вскоре они пожалели о заключении контракта, поскольку «Геффен» продвигала группу исключительно в США, напрочь забыв про британский рынок.
В 1993 году группа выпускает второй альбом «Fun?» (с англ. — «Веселье»), повторивший судьбу первого: популярность в Америке и полная безвестность в Англии.
В конце концов музыкантам надоело такое положение вещей и они разорвали контракт с «Геффен», подписав в июне 1996 года новый контракт с маленьким независимым инди-лейблом «Ультимейт», на котором и был издан третий альбом «Sunday Morning Fever» (с англ. — «Лихорадка воскресного утра»). Невнимание британской публики к коллективу сменилось относительным успехом «Кэндискинс» после выхода этой записи. Об этом можно судить хотя бы по тому факту, что в середине 1996 года супермаркет, в котором коллектив выступал с одним из концертов, подвергся просто неописуемому нашествию фанатов, что навело ужас даже на службу охраны магазина. За год группа отыграла около 200 концертов. Выпущенные в 1996 году синглы «Circles» (с англ. — «Круги») и «Mrs. Hoover» (с англ. — «Миссис Гувер») попадают в лучшую сотню национального хит-парада, а в начале 1997 года сингл «Monday Morning» (с англ. — «Утро понедельника») впервые попал в лучшие сорок, достигнув 34−го места.
По словам участников коллектива такой успех пришёл прежде всего благодаря усердности по части концертов на территории Великобритании, а также благодаря обретению собственного стиля и звучания (критики отнесли музыку «Кэндискинс» к жанру «слащавая поп-музыка») в противовес первым годам существования, когда они пытались копировать чужое звучание и подстраивались под желания издающего лейбла.
В 1997 году вышел четвёртый альбом «Death Of A Minor TV Celebrity» (с англ. — «Смерть второсортной телезведы»), включивший в себя 11 композиций, многие из которых стали хитами: «Swimming Pool» (с англ. — «Бассейн»), «Loser Friendly» (с англ. — «Доступно и самым глупым»), «Somewhere Under London» (с англ. — «Где-то под Лондоном»), «Hang Myself On You» (с англ. — «Положиться на тебя»). Ну, и конечно, песня «Feed It», ставшая самым большим хитом группы. Песню, навеянную массовым самоубийством приверженцев секты «Врата Рая» во время появления кометы Хейла-Бопа. Эта песня активно транслировалась по радио и телевидению, а впоследствии была включена в саундтрек к фильму «Маменькин сыночек» с Адамом Сэндлером в главной роли. Критика высоко оценила альбом, отмечая лирику песен, хорошо запоминающиеся мелодии и искусно сделанные аранжировки.
Этот альбом так и остался последним в истории группы. Весной 1999 года обанкротился лейбл «Ультимейт». «Кэндискинс» ненадолго пережили свою звукозаписывающую компанию. Уже с лета 1999 года начали циркулировать слухи о распаде группы, подтвердившиеся к концу года. Ник Коуп и Ник Бёртон вскоре организовали группу «The Burt Lump Orchestra» (Бёрт ламп окестра).
В 2001 году группа воссоединилась ради одного выступления в оксфордском концертном клубе «Зодиак». 17 мая 2007 года группа также выступала в «Зодиаке» вместе с другими группами. Концерт снимался для документального фильма об истории оксфордской рок-музыки.

## Дискография
- Space I’m In (с англ. — «Мой космос») − 1991
- Fun? (с англ. — «Веселье») — 1993
- Sunday Morning Fever (с англ. — «Лихорадка воскресного утра») — 1997
- Death Of A Minor TV Celebrity (с англ. — «Смерть второсортной телезведы») — 1998
- сборник A Brief History (с англ. — «Краткая история») — 2003